# Julián Osorio
Pour les articles homonymes, voir Osorio.
Osorio  Henao est un nom espagnol. Le premier nom de famille, en général paternel, est Osorio ; le second, en général maternel, souvent omis, est Henao.
Julián Osorio Henao, né le 27 février 2002, est un coureur cycliste colombien. Il participe à des compétitions sur route et sur piste.

## Biographie
Julián Osorio est originaire d'El Carmen de Viboral, une localité située dans le département d'Antioquia. Durant son enfance, il s'intéresse beaucoup au football. Il opte toutefois pour le cyclisme sous l'impulsion de son père, qui l'encourage dans cette voie. Actif sur piste, il obtient de bons résultats aux championnats de Colombie interclubs en 2018. Il devient également double champion panaméricain sur piste chez les juniors en 2019. L'année suivante, il remporte le classement par points de la Vuelta del Porvenir, la version junior du Tour de Colombie. Il se classe ensuite troisième de la poursuite individuelle à Cali lors de la Coupe des Nations de 2021. 
En 2022, il est un membre régulier de l'équipe nationale de Colombie sur piste. Spécialisé dans la poursuite par équipes, il s'adjuge la médaille d'or aux Jeux sud-américains et aux Jeux bolivariens. Il obtient aussi la médaille d'argent dans cette discipline aux championnats panaméricains, avec ses coéquipiers de la délégation colombienne. Aux championnats nationaux, il termine premier de la poursuite par équipes et du scratch, ou encore troisième de la course à l'élimination.

## Palmarès sur piste

### Jeux sud-américains
- Asuncion 2022
  -  Médaillé d'or de la poursuite par équipes (avec Nelson Soto, Juan Pablo Zapata et Juan Manuel Barboza)

### Jeux bolivariens
- Valledupar 2022
  -  Médaillé d'or de la poursuite par équipes (avec Juan Esteban Arango, Jordan Parra et Juan Pablo Zapata)

### Championnats panaméricains
- Jalisco 2019
  -  Médaillé d'or de la poursuite par équipes juniors (avec Germán Gómez, Miguel Ángel Hoyos et Juan Nicolás Becerra)[2]
  -  Médaillé d'or du scratch juniors[2]
  -  Médaillé d'argent de l'américaine juniors (avec Anderson Arboleda)[2]
- Lima 2022
  -  Médaillé d'argent de la poursuite par équipes

### Championnats nationaux
- Cali 2021
  -  Champion de Colombie de poursuite par équipes (avec Juan Esteban Arango, Marvin Angarita et Carlos Tobón)
- Cali 2022
  -  Champion de Colombie de poursuite par équipes (avec Juan Esteban Arango, Marvin Angarita, Brayan Sánchez et Johan Colón)
  -  Champion de Colombie du scratch
  -  Médaillé de bronze de l'élimination
- Medellín 2023
  -  Médaillé d'argent de l'élimination
- Medellín 2024
  -  Médaillé d'argent de la poursuite par équipes (avec Bryan Gómez, Jhohan Marín et Obed Valencia)